# 王繼賢
王繼賢（1574年2月23日—1616年），字弓若（引若）、希之，号笠雲（笠川），浙江長興縣人，明朝政治人物。

## 生平
王繼賢少年立志讀書，為免慾念旺盛，毅然自宮。萬曆二十二年（1594年）中式舉人，二十九年（1601年）成辛丑科進士。吏部觀政，授湖廣武昌縣知縣，三十二年補南平知縣。三十三年，改福建晉江縣知縣，為人平恕。三十五年考察去職，再調蒙城縣。三十九年迁南京刑部福建司主事，四十一年升郎中。给假归里，不问外事。萬曆四十四年丙辰卒。

## 著作
王繼賢工書法，善繪人物，不让陈洪绶。有《笠泽堂集》。

## 家族
曾祖王洸。祖王松。父王应宗，寿官。